# Nowominskaja
Nowominskaja (ros. Новоминская) – stanica w Rosji, w Kraju Krasnodarskim, w rejonie kaniewskim. W 2010 liczyła 11 971 mieszkańców.